# El capital
|  | Aquest article tracta sobre l'obra d'economia política de Karl Marx. Si cerqueu la pel·lícula de 2012 dirigida per Costa-Gavras, vegeu «El capital (pel·lícula)». |

El capital. Crítica de l'economia política (en alemany: Das Kapital. Kritik der politischen Ökonomie) és un tractat d'economia política escrit per Karl Marx. És una anàlisi crítica del capitalisme i les seves pràctiques econòmiques. Marx basa el seu treball en el dels economistes clàssics com Adam Smith, David Ricardo. Incorpora també la metodologia dialèctica de G.W.F. Hegel i idees provinents del socialisme francès d'autors com Pierre-Joseph Proudhon.
Marx revela la principal injustícia del capitalisme en la seva teoria de la plusvàlua, que situa l'origen del benefici empresarial en el fet que l'empresari paga com a salari menys del valor real del treball aportat per l'obrer.
Marx publica el primer volum d'El capital el 17 de juliol de 1867 a Londres. Malgrat que es mor abans d'acabar el segon i el tercer volums, el seu amic i col·laborador Friedrich Engels recull i edita els seus manuscrits i publica el segon i tercer volums el 1885 i 1894, respectivament.

## Tema
En l'obra El Capital. Crítica de l'Economia política (1867), Karl Marx proposa que la força motivadora del capitalisme es troba en l'explotació del treballador, el treball impagat del qual és la màxima font de beneficis i d'excedents. El patró (empresari) pot demanar la propietat dels beneficis perquè és propietari dels mitjans de producció, els quals estan legalment protegits per l'estat capitalista mitjançant drets de propietat.